# Palatul Comunității Sârbe din Fabric
Palatul Comunității Sârbe din Fabric, cunoscută și sub denumirea de Casa fundațională Minerva, este o clădire situată în pe strada Ion Mihalache, nr. 1 din cartierul Fabric din Timișoara.
Face parte din Situl urban „Fabric” (I), monument istoric cod LMI TM-II-s-B-06096.

## Istorie
Pe actualul amplasament al clădirii exista, în secolul al XIX-lea, casa fundațională sârbească, ridicată de Jovan Preda și Nikola Ilija Papa.
În 1894 a fost eliberată autorizația de construire a actualei clădiri, lucrările fiind finalizate la 29 iulie 1895.
La parter a funcționat mai mulți ani magazinul frațior Kohn, ulterior spațiul fiind preluat de familia de comercianți Csendes, care avea un magazin de mărunțișuri și articole de modă.

## Descriere
Clădirea a fost realizată în stilul Second Empire (stil eclectic clasicist, având elemente neobaroce), caracteristic mijlocului celei de-a doua jumătăți a secolului al XIX-lea.

## Imagini

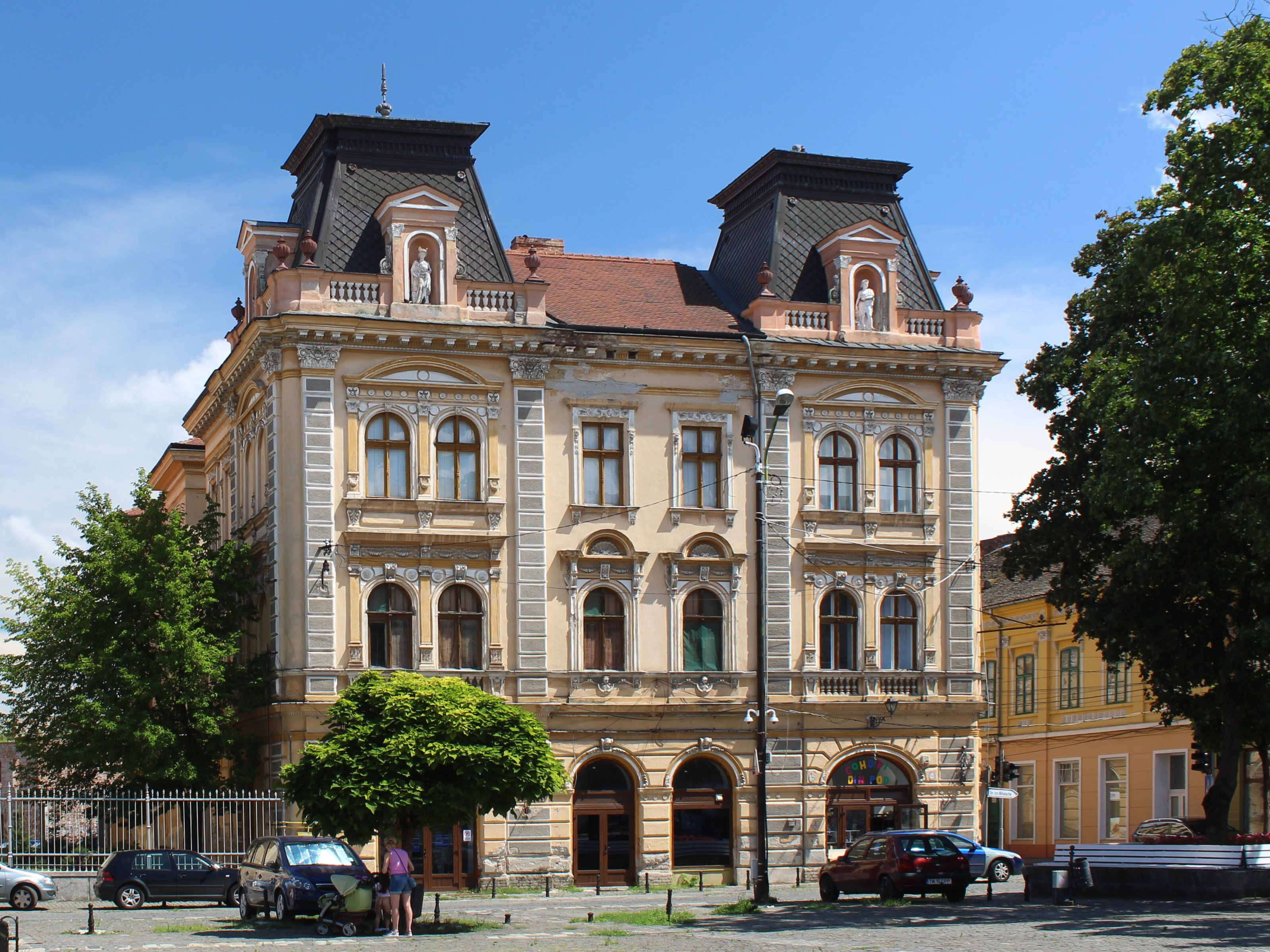
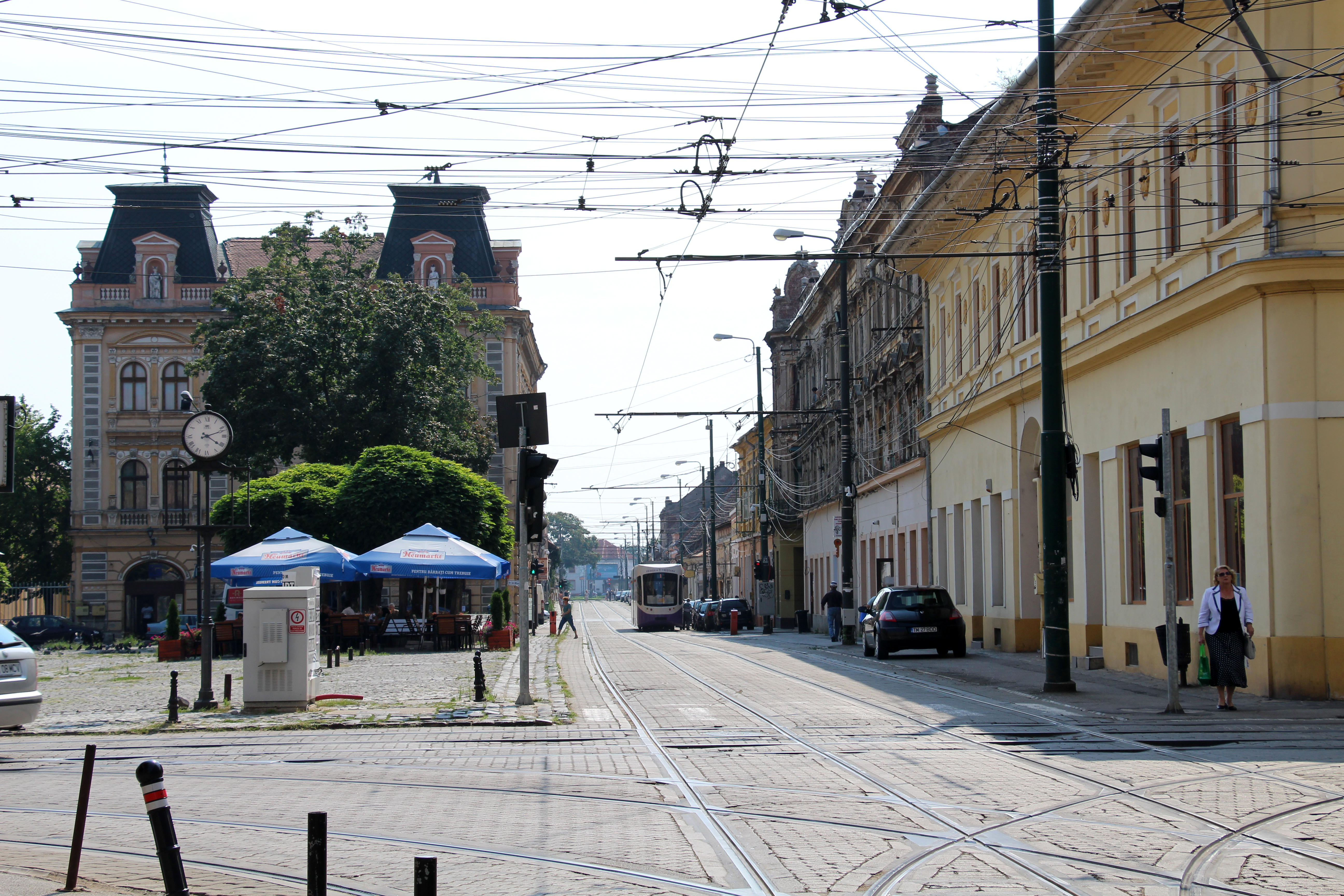